# Gorlice (gmina wiejska)
Gmina Gorlice (do 1954 gmina Glinik Mariampolski) – gmina wiejska w województwie małopolskim, w powiecie gorlickim. Siedziba gminy to Gorlice. W latach 1975–1998 gmina położona była w województwie nowosądeckim.

## Struktura powierzchni
Według danych z roku 2002 gmina Gorlice ma obszar 103,43 km², w tym:
- użytki rolne: 62%
- użytki leśne: 30%

Gmina stanowi 10,69% powierzchni powiatu.

## Demografia

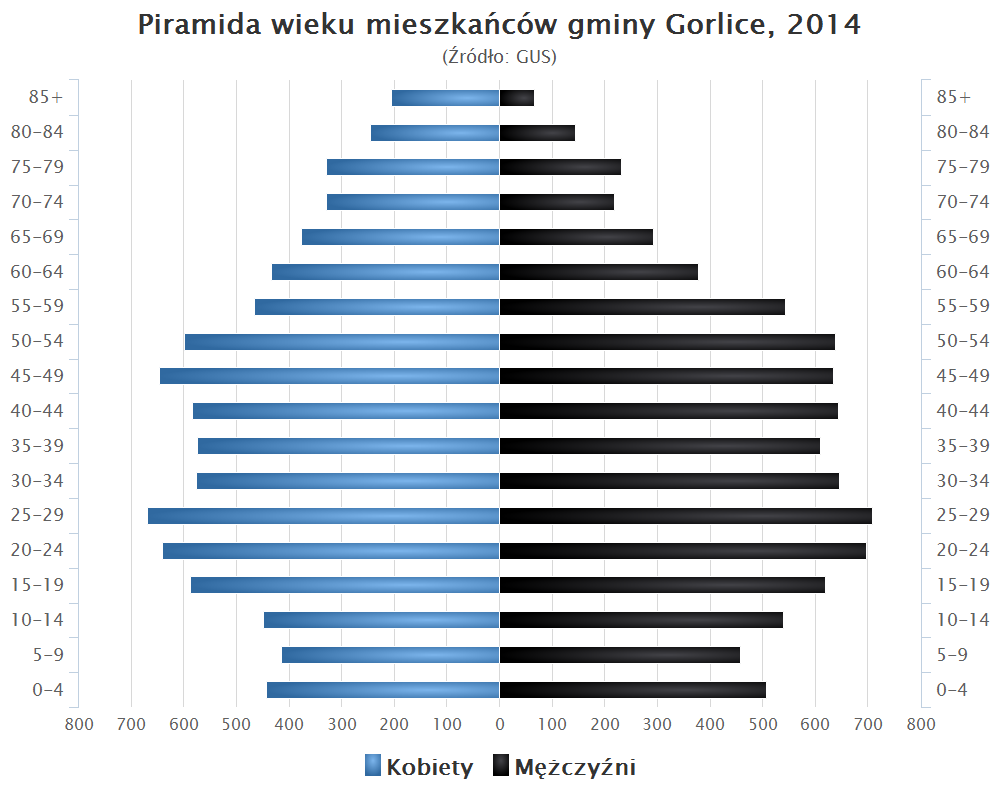
Piramida wieku mieszkańców gminy Gorlice w 2014 roku

Dane GUS z 31 grudnia 2021:
| Opis                              | Ogółem | Ogółem | Kobiety | Kobiety | Mężczyźni | Mężczyźni |
| --------------------------------- | ------ | ------ | ------- | ------- | --------- | --------- |
| jednostka                         | osób   | %      | osób    | %       | osób      | %         |
| populacja                         | 17 236 | 100    | 8594    | 49,9    | 8642      | 50,1      |
| gęstość zaludnienia (mieszk./km²) | 167    | 167    | 83,5    | 83,5    | 84,0      | 84,0      |

## Miejscowości i sołectwa
Gminę stanowią sołectwa: Bielanka, Bystra, Dominikowice, Klęczany, Kobylanka, Kwiatonowice, Ropica Polska, Stróżówka, Szymbark i Zagórzany. 
Do gminy nie należy miasto Gorlice, stanowiące oddzielną gminę miejską.

## Sąsiednie gminy
Biecz, Gorlice (gmina miejska), Grybów, Lipinki, Łużna, Moszczenica, Ropa, Sękowa, Uście Gorlickie